# Prandocin-Iły
Prandocin-Iły est une localité polonaise de la gmina de Słomniki, située dans le powiat de Cracovie en voïvodie de Petite-Pologne.